# NGC 7367
NGC 7367 је спирална галаксија у сазвежђу Пегаз која се налази на NGC листи објеката дубоког неба.
Деклинација објекта је + 3° 38' 47" а ректасцензија 22h 44m 34,2s. Привидна величина (магнитуда) објекта NGC 7367 износи 13,9 а фотографска магнитуда 14,7. NGC 7367 је још познат и под ознакама UGC 12175, MCG 0-58-2, CGCG 379-3, KARA 984, PGC 69633.